# Manoir de la Plesse
 (avril 2018).
Le manoir de la Plesse est un édifice des XVe et XVIIe siècles, situé à Val-de-Vie dans le département du Calvados et la région Normandie. Il fait l'objet d'une inscription au titre des Monuments historiques depuis le 6 septembre 1993.

## Localisation
Le manoir de la Plesse est situé dans l'ancienne commune de Saint-Germain-de-Montgommery, devenue le 1er janvier 2016 une commune déléguée au sein de la commune nouvelle de Val-de-Vie. Il s'élève dans le Sud-Est du département du Calvados, à proximité de la ville ornaise de Vimoutiers, au cœur de la région naturelle du pays d'Auge. L'édifice se dresse en lisière des bois, sur le coteau d'une vallée dans laquelle coule le ruisseau des Champeaux avant sa confluence avec la Vie. Le manoir des Champeaux, autre édifice remarquable de la commune, se situe à un kilomètre environ au sud.

## Historique
Le manoir a probablement été édifié par un membre de la famille Le François, laquelle fut propriétaire du domaine durant les XVIe et XVIIe siècles. 

## Architecture
Le logis seigneurial a fait l'objet de deux campagnes de construction parfaitement visibles sur la façade principale :
- Une première campagne au XVIe siècle. Elle concerne les six travées au sud. À l'extérieur, l'édifice d'origine, en pans de bois, se distingue par deux portes qui s'ouvrent le long des poteaux corniers et par des poteaux sculptés de blasons ou de personnages (notamment deux visages barbus et une Vierge à l'enfant). À l'intérieur, chaque niveau est composé de deux pièces éclairées par des fenêtres agrandies ultérieurement. À l'époque, le centre de l'édifice était occupé par un corps de cheminées imposant (qui remonte à la fin du XVe siècle) et l'escalier occupait une place située entre les cheminées et le mur de la façade arrière[4] ;
- Une deuxième campagne au XVIIe siècle. Elle concerne les trois travées au nord. L'architecture de cette partie est sensiblement la même que celle d'origine créant ainsi un ensemble harmonieux. Seules différences notables : les colombages sont tous verticaux (pas de présence d'écharpes) et ne comportent aucune sculpture[4].

La partie avant du domaine est une cour composée de gazon et de prairies dont les côtés sont occupés par les bâtiments d'exploitation. S'y trouve, notamment, le pressoir du XVIe siècle ; construit en pan de bois hourdis de torchis et tuileaux, il conserve son tour à pomme et sa presse à longue étreinte.
Quant à la partie arrière du domaine, elle est occupée par des jardins fleuris réalisés par l'architecte paysagiste Louis Benech, réputé pour la rénovation du jardin des Tuileries en 1990.

## Protection
L'édifice est inscrit partiellement au titre des monuments historiques par un arrêté du 6 septembre 1993. Sont concernés par cette inscription les éléments suivants : les façades et les toitures du logis, les quatre cheminées à l'intérieur ; les façades et les toitures des communs ; le four à pain ; le mécanisme du pressoir. Les bâtiments modernes en sont exclus.